# Sandy Martens
Sandy Martens (Opbrakel, 23 december 1972) is een Belgisch voormalig voetballer. Martens was van oorsprong een centrumspits, die medio jaren negentig doorbrak bij KAA Gent en nadien voor Club Brugge speelde. Na zijn terugkeer naar Gent, in januari 2004, speelde hij vanaf 2006 als rechtervleugelverdediger. In latere jaren was hij opnieuw spits. 
Begin 2013 beëindigde Martens bij amateurclub KVV Windeke zijn spelerscarrière.

## Clubcarrière

### Olsa Brakel en KAA Gent (1993–1999)
Martens begon zijn carrière bij vierdeklasser Olsa Brakel waar hij in 1994 door eersteklasser KAA Gent weggehaald werd. Tijdens de campagne 1993–1994 had Martens namelijk 18 doelpunten gescoord uit 30 wedstrijden. Bij zijn debuut voor de Buffalo's op de eerste speeldag, tijdens een thuiswedstrijd tegen Beveren scoorde hij meteen, en ontpopte zich tot lieveling van het Gentse publiek. In zijn eerste seizoen kwam hij uiteindelijk tot 31 wedstrijden en 10 doelpunten. 
Martens bleef een sterkhouder van KAA Gent, eerst als centrumspits daarna veel vaker als linksbuiten, tot hij in juli 1999 door de grote Vlaamse rivalen van Club Brugge weggehaald werd. Tussen 1994 en 1999 kwam hij tot 141 wedstrijden bij de Buffalo's, waarin hij 39 maal doel trof.

### Club Brugge (1999–2004)
Alhoewel hij lang niet altijd de lieveling van het Brugse publiek was, kende Sandy Martens toch een vijftal mooie jaren bij Club Brugge, waarin hij onder meer scoorde in de Champions League. Tussen 1999 en 2004 speelde hij 131 wedstrijden voor Brugge en scoorde 33 maal. In zijn beginperiode viel Martens op met zijn lange haarsnitten, wat hem, samen met de vaak elegante manier waarop Martens over het veld struinde, onder de aanhang van concurrenten van Club Brugge een tijd lang een denigrerende bijnaam heeft opgeleverd: Cindy Martens.
Rond de eeuwwisseling viel Martens erg in de smaak met zijn polyvalentie. Martens kon als aanvaller (zowel als centrumspits als op de flank) en als linkshalf ingezet worden. Met name tijdens het seizoen 2001–2002 gebruikte trainer Trond Sollied hem vaak als middenvelder. Martens sprong in het seizoen 2001–2002 een hele poos in voor de dan tegenvallende Sloveen Nastja Čeh op het middenveld, onder meer in de gewonnen bekerfinale tegen Excelsior Moeskroen (3–1). Sollied had het in den beginne niet zo begrepen op Čeh. Later werd deze dan toch een sterkhouder van het elftal en verhuisde Martens weer naar de aanval. In het seizoen 2002–2003 was hij wel eerst bankzitter, maar spits Rune Lange viel in het najaar uit met een hernia. Zo nam Martens over als spits. De intrede van de Noor Bengt Sæternes betekende destijds dat hij aan het einde van het titelseizoen nog even naar links verhuisde, wat op dat moment ten koste ging van de geblesseerde Andrés Mendoza. Mendoza keerde een seizoen later wel terug in het vaste elftal. In de loop van die heenronde verloor hij zijn basisplaats in de spits definitief aan de twee Noormannen van Club, Lange of Sæternes. Mendoza was dan weer een zekerheid op links en Gert Verheyen was onaantastbaar op rechts. 
Martens was veelal basisspeler onder René Verheyen. Aanvankelijk schat ook Trond Sollied hem hoog in. Martens vond vlot de weg naar doel, maar serveerde tevens doelpunten op een dienblad. Uiteindelijk moest Martens toch steeds vaker vrede nemen met een plaats op de bank. In mei 2003 werd Brugge kampioen. Martens' aandeel daarnaartoe was groot. Martens werd clubtopscorer met 15 doelpunten. Deze volstonden wel niet voor de algemene topscorerstitel (22 doelpunten), die naar Cédric Roussel en Wesley Sonck ging. Een seizoen later werd alles echter anders voor de Oost-Vlaming. Sollied was nog steeds trainer bij Club Brugge, maar verkoos anderen boven hem. De luxe was destijds namelijk groot bij Club Brugge, met weliswaar nog steeds dezelfde Rune Lange, Andrés Mendoza, Gert Verheyen en Bengt Sæternes als concurrenten tijdens de campagne 2003–2004. Desondanks werd de aartsrivaal, RSC Anderlecht, Belgisch landskampioen. Club Brugge werd tweede na een slechte heenronde te midden van een uitstekende Europese campagne met onder meer een stunt uit tegen AC Milan in de UEFA Champions League én uiteindelijk Europese overwintering. Met Martens er toen ook nog bij, want in januari 2004 vertrok hij vanwege de afgenomen speelgelegenheid en zijn ontevredenheid over zijn rol als bankzitter.
Sandy Martens speelde volgens de aanhang van blauw-zwart een memorabele wedstrijd thuis tegen de Turkse topclub Galatasaray SK. Dat op 23 oktober 2002, in de groepsfase van de Champions League. Bij de 3–1 winst voor Club Brugge speelde Martens als linksbuiten, met Gert Verheyen als diepste spits en de Roemeen Alin Stoica op rechts. De achterhoede van Galatasaray had moeite met het Brugse trio ondanks de aanwezigheid van de tactisch sterke verdedigers Ümit Davala, Hakan Ünsal, Bülent Korkmaz en Emre Aşık, die alle vier Turkse internationals waren die op het wereldkampioenschap in Japan en Zuid-Korea brons hadden behaald. Sandy Martens maakte even voor het rustsignaal het eerste doelpunt en gaf in de slotfase de assist voor het derde doelpunt van Sæternes. De Oost-Vlaming won de landstitel met Brugge in 2002–2003 en won een keer de Beker van België, in 2002.

### Terugkeer naar KAA Gent (2004–2007)
Op 3 februari 2004 besloot Martens terug te keren naar de club van zijn hart KAA Gent. Martens tekende een contract van 3,5 seizoenen bij de Buffalo's. Hij speelde een week eerder zijn laatste wedstrijd voor Club Brugge, op 25 januari 2004 tegen stadsrivaal Cercle Brugge. Blauw-zwart won die wedstrijd met 5–0 en Martens werd op het uur gewisseld. Bij de Gentenaren werd hij aanvankelijk op zijn favoriete positie, centrumspits, uitgespeeld, maar kwam niet echt meer tot scoren. Daarna werd hij veeleer rechts op het middenveld geposteerd. Martens begon bij zijn terugkeer nog als aanvaller, maar een seizoen later veranderde alles. 
Toen hij aan het begin van het seizoen 2004-2005 uitviel met een zware blessure aan de achillespees leek het over voor Martens bij KAA Gent. Tijdens het seizoen 2005-2006 kwam hij mede dankzij coach Georges Leekens echter verrassend genoeg opnieuw opzetten. Deze keer niet als aanvaller, maar als rechtsachter. In dit seizoen kwam Martens uiteindelijk tot 28 wedstrijden en twee doelpunten. Hij had daarmee een ruim aandeel in de vierde plaats die KAA Gent tijdens dit seizoen onder Georges Leekens behaalde.

### Latere carrière (2007–2013)
Ook tijdens de aanvang van het seizoen 2006-2007 werd Martens als rechtsachter uitgespeeld. Hij kreeg minder speelkansen en na het seizoen was hij niet meer welkom. Daarom zocht Martens andere oorden op, namelijk KSK Beveren dat net gedegradeerd was uit de hoogste afdeling. Dat verblijf duurde maar één jaar, want in 2008 trok hij naar KSV Oudenaarde. Hij bleef hier tot medio november 2011.
Martens, 40 jaar, beëindigde zijn voetbalcarrière bij de Oost-Vlaamse tweede provincialeclub KVV Windeke in 2013.

## Interlandcarrière
Martens kwam in totaal elf keer (drie doelpunten) uit voor de nationale ploeg van België in de periode 1999-2003. Hij maakte zijn debuut op zaterdag 27 maart 1999 in de vriendschappelijke thuiswedstrijd tegen Bulgarije (0-1).
| Interlanddoelpunten | Interlanddoelpunten | Interlanddoelpunten | Interlanddoelpunten | Interlanddoelpunten | Interlanddoelpunten | Interlanddoelpunten | Interlanddoelpunten |
| #                   | Datum               | Locatie             | Wedstrijd           | Goal(s)             | Score               | Uitslag             | Wedstrijd           |
| ------------------- | ------------------- | ------------------- | ------------------- | ------------------- | ------------------- | ------------------- | ------------------- |
| 1                   | 05/06/1999          | Seoul               | Zuid-Korea – België | 23'                 | 0 – 1               | 1 – 2               | Oefenduel           |
| 2                   | 05/06/1999          | Seoul               | Zuid-Korea – België | 31'                 | 0 – 2               | 1 – 2               | Oefenduel           |
| 3                   | 18/08/1999          | Brugge              | België – Finland    | 41'                 | 1 – 1               | 3 – 4               | Oefenduel           |

## Trainerscarrière
Vanaf seizoen 2012-2013 zou Sandy Martens de nieuwe jeugdtrainer van KAA Gent worden. Dit bleek uiteindelijk niet door te gaan. Hij tekende in augustus 2012 een overeenkomst als speler met neo-tweedeprovincialer KVV Windeke (3118) en werd kort daarop aangesteld als speler-trainer.

## Trivia
- In december 2005 riep de stadionomroeper van SV Zulte Waregem, dat Martens' toenmalige club KAA Gent over de vloer kreeg, zijn naam daadwerkelijk, al dan niet moedwillig, af als 'Cindy Martens'.[14]